# Terence Smith
Terence James George Smith (18 de octubre de 1932-11 de septiembre de 2021) fue un deportista británico que compitió en vela en la clase 12 m2 Sharpie. Participó en los Juegos Olímpicos de Melbourne 1956, obteniendo una medalla de bronce en la clase 12 m2 Sharpie.

## Palmarés internacional
| Juegos Olímpicos | Juegos Olímpicos      | Juegos Olímpicos  | Juegos Olímpicos |
| Año              | Lugar                 | Medalla           | Clase            |
| ---------------- | --------------------- | ----------------- | ---------------- |
| 1956             | Melbourne (Australia) | Medalla de bronce | 12 m2 Sharpie    |